# Monrose (groupe)
Pour les articles homonymes, voir Monrose.
Monrose est un groupe allemand composé de Mandy Capristo, Senna Guemmour et Bahar Kızıl. Ce groupe fusionne le R'n'B et la Pop. Il s'est formé en 2006 à la suite de l'émission Popstars. Ce groupe comptait représenter l'Allemagne au Grand Prix de l'Eurovision avec la chanson Even Heaven Cries, mais il a perdu contre Roger Cicero.

## Membres
Mandy Grace Capristo Née le 21 mars 1990 à Mannheim, est une chanteuse italo-germanique. À neuf ans, elle a commencé par prendre des cours de danse. Elle a gagné en 2001 à l'âge de onze ans le concours Kiddy Contest avec la chanson "Ich wünsche mir einen Bankomat", contenant des reprises des groupes No Angels et Daylight in Your Eyes et apparaît dans l'album du concours avec la chanson "Moskito". L'album atteint la première place des hits autrichiens.  Les lecteurs de la revue pour homme FHM choisissent alors l'ado mineure en août 2007 parmi les 100 femmes les plus sexy et atteint la dixième place. Elle fut ensuite l'une des gagnantes de la version allemande de l'émission de téléréalité Popstars. En 2009, elle a été élue femme la plus sexy par les lecteurs du magazine allemand FHM.
Senna Guemmour Née le 28 décembre 1979 à Francfort d'un père algérien et d'une mère marocaine, elle perdit son père alors qu'elle n'avait que douze ans. Elle a été influencée musicalement par son frère Zakarya, très vite intéressée par la culture hip-hop et la musique. Auditionnée pour la première fois en 2003, elle ne fut pas retenue mais retenta sa chance en 2006 et participait à l'intégralité de l'émission et fut retenue pour le groupe Monrose.
Bahar Kızıl  Née le 5 octobre 1988 à Freiburg. Originaire d'une famille turque d'Antalya, elle a commencé à apprendre à l'âge de douze ans le ballet classique dans sa ville. Son prénom signifie "saison" en Perse. Elle a chanté avant l'émission Popstars dans quatre groupes différents. Elle est l'une des gagnantes de la cinquième saison de l'émission.

## Discographie

### Albums
| Année | Titre             | Classements | Classements | Classements | Classements                                                                         | Notes |
| Année | Titre             | ALL         | AUT         | SUI         |                                                                                     | Notes |
| ----- | ----------------- | ----------- | ----------- | ----------- | ----------------------------------------------------------------------------------- | ----- |
| 2006  | Temptation        | 1           | 1           | 1           | Plus de 500 000 au total Allemagne : 2x Platine Autriche : Platine Suisse : Platine |       |
| 2007  | Strictly Physical | 2           | 7           | 6           | Plus de 300 000 au total Allemagne : Or Autriche : Or                               |       |
| 2008  | I Am              | 9           | 2           | 1           | Plus de 100 000 au total                                                            |       |
| 2010  | Ladylike          | 4           | 2           | 7           | Plus de 50 000 au total                                                             |       |

### Singles
| Année | Titre                                   | Classement des ventes | Classement des ventes | Classement des ventes | Classement des ventes | Classement des ventes | Classement des ventes | Classement des ventes | Classement des ventes | Classement des ventes | Classement des ventes | Classement des ventes | Album                       |
| Année | Titre                                   | ALL                   | AUT                   | SUI                   | LUX                   | LIT                   | POL                   | FIN                   | P-B                   | SLO                   | EU                    |                       | Album                       |
| ----- | --------------------------------------- | --------------------- | --------------------- | --------------------- | --------------------- | --------------------- | --------------------- | --------------------- | --------------------- | --------------------- | --------------------- | --------------------- | --------------------------- |
| 2006  | "Shame"                                 | 1                     | 1                     | 1                     | 1                     | 6                     | 10                    | —                     | —                     | 2                     | 5                     | Temptation            |                             |
| 2007  | "Even Heaven Cries"                     | 6                     | 17                    | 19                    | 14                    | 34                    | 49                    | —                     | —                     | 3                     | 16                    | Temptation            |                             |
| 2007  | Hot Summer                              | 1                     | 1                     | 1                     | 1                     | 29                    | 58                    | 19                    | 68                    | 3                     | 10                    | 12                    | Strictly Physical           |
| 2007  | Strictly Physical                       | 6                     | 16                    | 29                    | —                     | —                     | 7                     | —                     | 130                   | 4                     | 18                    | 77                    | Strictly Physical           |
| 2007  | "What You Don't Know"                   | 6                     | 16                    | 34                    | —                     | —                     | —                     | —                     | —                     | 8                     | 21                    | 12                    | Strictly Physical           |
| 2008  | "We Love"                               | *7                    | *2                    | *4                    | —                     | —                     | —                     | —                     | —                     | —                     | —                     | 25                    | I Am                        |
| 2008  | "Strike the Match"                      | 1                     | 1                     | 1                     | 2                     | 3                     | 2                     | 7                     | -                     | -                     | 3                     | 3                     | I Am                        |
| 2008  | "Hit 'n Run"                            | 6                     | 2                     | 5                     | 4                     | 4                     | 6                     | 9                     | 4                     | -                     | 5                     | 1                     | I Am                        |
| 2008  | "Why not us"                            | 2                     | 4                     | 6                     | 8                     | 8                     | 1                     | -                     | 4                     | 17                    | 8                     | 5                     | I Am                        |
| 2009  | "Walking Away" (Craig David ft Monrose) | 5                     | 4                     | 3                     | 9                     | —                     | 7                     | 6                     | —                     | 2                     | 4                     | 10                    | Greatest Hits (Craig David) |
| 2010  | "Like a Lady"                           | 1                     | 9                     | 1                     | 3                     | 8                     | 3                     | 3                     | 4                     | 5                     | 3                     | 1                     | Ladylike                    |
| 2010  | "This is me"                            | 4                     | 5                     | 6                     | 7                     | 5                     | 16                    | 6                     | 7                     | 9                     | 9                     | 10                    | Ladylike                    |
| 2010  | "Breathe You In"                        | 1                     | 1                     | 1                     | 2                     | 2                     | 1                     | 3                     | 7                     | 5                     | 4                     | 1                     | Ladylike                    |

## Récompenses
(août 2013).
Le contenu est difficilement compréhensible vu les erreurs de traduction, qui sont peut-être dues à l'utilisation d'un logiciel de traduction automatique.
- 4 Platin for Temptation
- 2 Platin for Shame
- 4 Gold for Shame
- 1 Gold for Strictly Physical(Album)
- 1 Gold for Hot Summer
- 1 Gold for Popstars – The Making of Monrose (DvD)
- Echo 2007 Nominiert  Second place( Deuxième place)
- Bravo Otto 2007 Silber 'Best Band'
- Bravo Otto 2008 Silber 'Best Band'
- Comet Award 2008 'Best Song Hot Summer'
- Vivalicious Style Award 2008 for 'Best Style'
- Bravo Otto 2009 Bronze 'Best Band'
- Comet Award 2009 'Best Band'
- FHM Sexy Women of the Wold 'Mandy Grace Capritso 1 ' (Bahar Kizil 3, Senna G. 26)